# Arcidiecéze toledská
Arcidiecéze toledská je římskokatolická metropolitní arcidiecéze ve Španělsku, jejíž sídlo je v Toledu. Biskupství v Toledu bylo založeno již v 1. století, když bylo dnešní Španělsko součástí Římské říše, od 4. století je arcibiskupstvím. Její arcibiskupové mají čestný titul primase Španělska a jsou tradičně jmenováni kardinály.

## Seznam

### Biskupové
1. Eugenius (1. století?) – legendární postava, údajně žák Dionysia Areopagity
2. Melantius (286?–306?)

Mezi těmito dvěma a po nich pravděpodobně působili další biskupové, ale jejich jména a období působení nejsou známa.

### Arcibiskupové
1. Patruinus (325–335)
2. Toribius (335–345)
3. Quintus (345–355)
4. Vincent (355–365)
5. Paulatus (365–375)
6. Natallus (375–385)
7. Audentius (385–395)
8. Asturius (395–412)
9. Isicius (412–427)
10. Martin I. (427–440)
11. Castinus (440–454)
12. Campeius (454–467)
13. Sinticius (467–482)
14. Praumatus (482–494)
15. Petrus I. (494–508)
16. Celsus (?–520)
17. Montanus (523–531)[2]
18. Julian I.
19. Bacauda
20. Petrus II.
21. Euphemius
22. Exuperius
23. Adelphus
24. Conancius
25. Aurasius (603–615)
26. Eladius (615–633)
27. Justus (633–636)
28. Evžen I. (636–646)
29. Evžen II. (646–657)
30. Ildefons (657–667)
31. Quiricus (667–680)
32. Julian II. (680–690)
33. Sisbert (690–693)
34. Felix (694–700)
35. Gunderich (700–710)
36. Sindered (711–?)
37. Sunirend
38. Concordius
39. Cixila (745/774–754/783)
40. Elipandus (754/783–808?)
41. Gumesind (?–828)
42. Wistremir (?–858)
  - Eulogius (zvolen 859, ale do úřadu nenastoupil)
43. Bonitus (859–892)
44. Juan I. (892–926)
45. Ubayd Allah ben Qasim

Sídlo neobsazené kvůli muslimské vládě (Córdobský emirát)
1. Pascual I. (1058–1080)
  - Neobsazeno
2. Bernard de Sedirac (1086–1124)
3. Raymond de Sauvetât (1124–1152)
4. Juan II. (1152–1166)
5. Cerebruno (1167–1180)
6. Pedro III. de Cardona (1181–1182)
7. Gonzalo I. Petrez (1182–1191)
8. Martín II. López de Pisuerga (1192–1208)
9. Rodrigo Jiménez de Rada (1209–1247)
10. Juan III. Medina de Pomar (1248)
11. Gutierre I. Ruiz Dolea (1249–1250)
12. Infant Sancho Kastilský (1251–1261)
13. Domingo Pascual (1262–1265)
14. Infant Sancho Aragonský (1266–1275)
15. Fernando I. Rodríguez de Covarrubias (1276–1280)
16. Gonzalo II. Pérez Gudiel (1280–1299)
17. Gonzalo III. Díaz Palomeque (1299–1310)
18. Gutierre II. Gómez de Toledo (1310–1319)
19. Juan III., infant aragonský (1319–1328), také latinský alexandrijský patriarcha
20. Jimeno de Luna (1328–1338)
21. Gil Álvarez de Albornoz (1338–1350)
22. Gonzalo IV. de Aguilar (1351–1353)
23. Blas Fernández de Toledo (1353–1362)
24. Gómez Manrique (1362–1375)
25. Pedro IV. Tenorio (1375–1399)
  - Neobsazeno
26. Pedro V. de Luna (1403–1414)
27. Sancho III. de Rojas (1415–1422)
28. Juan IV. Martínez de Contreras (1423–1434)
29. Juan V. de Cerezuela (1434–1442)
30. Gutierre III. Álvarez de Toledo (1442–1445)
31. Alfonso Carillo de Acuña (1446–1482)
32. Pedro VI. González de Mendoza (1482–1495)
33. Francisco I. Ximénez de Cisneros (1495–1517)
34. Guillermo de Croÿ (1517–1521)
  - Neobsazeno
35. Alonso III. Fonseca (1523–1534)
36. Juan VI. Pardo Tavera (1534–1545)
37. Juan VII. Martínez Silecio (1545–1557)
38. Bartolomé Carranza (1558–1576)
39. Gaspar I. de Quiroga y Vela (1577–1594)
40. Albrecht Rakouský (1595–1598), později arcivévoda rakouský
41. García Loaysa y Girón (1598–1599)
42. Bernardo II. de Sandoval y Rojas (1599–1618)
  - Neobsazeno
43. Ferdinand Rakouský (apoštolský administrátor, 1620–1641)
  - Neobsazeno
44. Gaspar II. de Borja y Velasco (1645)
45. Baltasar Moscoso y Sandoval (1646–1665)
46. Pascual II. de Aragón (1666–1677)
47. Luis Manuel Fernández de Portocarrero (1677–1709)
  - Neobsazeno
48. Francisco Valero y Losa (1715–1720)
49. Diego de Astorga y Céspedes (1720–1724)
  - Neobsazeno
50. Luis I. de Borbón y Farnesio (1735–1754)
51. Luis II. Fernández de Córdoba (1755–1771)
52. Francisco Antonio de Lorenzana (1772–1800)
53. Luis María de Borbón y Vallabriga, 14. hrabě z Chinchónu (1800–1823)
54. Pedro Inguanzo y Rivero (1824–1836)
  - Neobsazeno
55. Juan José Bonel y Orbe (1849–1857)
56. Cirilo Alameda y Brea (1857–1872)
  - Neobsazeno
57. Juan Ignacio Moreno y Maisanove (1875–1884)
58. Zeferino González y Díaz Tuñón (1885–1886)
59. Miguel Payá y Rico (1886–1891)
60. Antolín Monescillo y Viso (1892–1898)
61. Bl. Ciriaco María Sancha y Hervás (1898–1909)
62. Gregorio María Aguirre y García (1909–1913)
63. Victoriano Guisasola y Menéndez (1913–1920)
64. Enrique Almaraz y Santos (1920–1921)
65. Enrique Reig y Casanova (1922–1927)
66. Pedro Segura y Sáenz (1927–1931)
  - Neobsazeno
67. Isidro Gomá y Tomás (1933–1940)
68. Enrique Pla y Deniel (1941–1968)
69. Vicente Enrique y Tarancón (1969–1972)
70. Marcelo González Martín (1972–1995)
71. Francisco Álvarez Martínez (1995–2002)
72. Antonio Cañizares Llovera (2002–2008)
73. Braulio Rodríguez Plaza (2009–2019)
74. Francisco Cerro Chaves (2019–současnost)